# American Association of Immunologists
American Association of Immunologists (AAI) – amerykańskie stowarzyszenie naukowe lekarzy, naukowców i studentów zajmujących się immunologią i pokrewnymi dyscyplinami naukowymi. 
American Association of Immunologists zostało założone w 1913 roku i jest największym stowarzyszeniem immunologicznym na świecie, zrzeszającym około 7600 członków w około 60 krajach. To stowarzyszenie wydaje Journal of Immunology, jedno z najbardziej renomowanych czasopism specjalistycznych z dziedziny immunologii oraz przyznaje szereg nagród i wyróżnień w uznaniu osiągnięć naukowych. 
Najwyższym organem stowarzyszenia jest rada, która składa się z ośmiu osób i jest wybierana przez członków AAI. Ponadto istnieje dwanaście stałych komisji zajmujących się różnorodną działalnością. Siedziba American Association of Immunologists mieści się w miejscowości Bethesda, w stanie Maryland w USA.

## Laureaci Nagrody Nobla
Od 1919 roku 27 członków American Association of Immunologists otrzymało Nagrodę Nobla. Wszyscy laureaci otrzymali Nagrodę Nobla w dziedzinie fizjologii lub medycyny, chyba że zaznaczono inaczej
.
- Jules Bordet, 1919
- Karl O. Landsteiner, 1930
- Alexander Fleming, 1945
- Wendell M. Stanley, 1946 (chemia)
- John F. Enders, 1954
- Frederick C. Robbins, 1954
- Thomas H. Weller, 1954
- F. Macfarlane Burnet, 1960
- Peter Medawar, 1960
- Alfred D. Hershey, 1969
- Salvador E. Luria, 1969
- Gerald M. Edelman, 1972
- Rodney R. Porter, 1972
- David Baltimore, 1975
- Baruj Benacerraf, 1980
- Jean Dausset, 1980
- Niels K. Jerne, 1984
- César Milstein, 1984
- Georges J. F. Köhler, 1984
- Susumu Tonegawa, 1987
- Peter C. Doherty, 1996
- Rolf M. Zinkernagel, 1996
- Stanley B. Prusiner, 1997
- Bruce A. Beutler, 2011
- Ralph M. Steinman, 2011
- James P. Allison, 2018
- Tasuku Honjo, 2018